# Xã Optimus, Quận Stone, Arkansas
Xã Optimus (tiếng Anh: Optimus Township) là một xã thuộc quận Stone, tiểu bang Arkansas, Hoa Kỳ. Năm 2010, dân số của xã này là 201 người.